# Иван Камбуров (музиковед)
Вижте пояснителната страница за други личности с името Иван Камбуров.
Иван Димитров Камбуров е български хоров диригент, фолклорист, учител и капел-майстор. Един от първите български музиковеди и биографи на български музикални дейци.
Роден е на 26 септември 1883 г. в Лясковец, но от 1896 г. живее в Русе. Учи в Лайпцигската консерватория при Стефан Крел, Макс Регер и Арнолд Шеринг. Ръководител на русенския народен хор „Св. Георги“ в годините 1901 – 1903. През 1910 – 1916 г. е учител в Пловдив, а през 1918 – 1920 г. – в София. Работил е в софийския Етнографски музей. През 1928 – 1929 г. е редактор на списание „Музикален корем“. 1945 – 1947 г. е ръководител на музикалния отдел на Камарата на популярната култура. Като специалист, със склонност към колекциониране, издирване, изучаване и публикуване на български и други народни песни със славянски произход, през 1926 – 1928 г. заедно с Васил Стоин записва около 2000 народни песни.
Иван Димитров Камбуров почива на 23 януари 1955 г. в София.